# Circoscrizione Mantova-Cremona
La circoscrizione Mantova-Cremona (o circoscrizione VII) era una circoscrizione elettorale italiana per l'elezione dell'Assemblea Costituente, nel 1946, e della Camera dei deputati, dal 1948 al 1993.
Comprendeva le province di Mantova e di Cremona.
Era prevista dalla Tabella A di cui al decreto legislativo luogotenenziale 10 marzo 1946, n. 74, poi ripresa dalla legge 20 gennaio 1948, n. 6 e dal decreto del presidente della Repubblica 30 marzo 1957, n. 361.
Nel 1993 la circoscrizione fu soppressa contestualmente all'istituzione della Lombardia 3, comprendente anche le province di Pavia e di Lodi (costituitasi nel 1992 per scorporo dalla provincia di Milano) queste ultime erano in precedenza incluse nella circoscrizione Milano-Pavia.
Di seguito i risultati di lista e i deputati eletti, ordinati secondo il numero di preferenze ottenute.

## Elezioni politiche 1946
| Liste                                           | Voti    | %     | Seggi |
| ----------------------------------------------- | ------- | ----- | ----- |
| Partito Socialista Italiano di Unità Proletaria | 142.273 | 31,43 | 3     |
| Democrazia Cristiana                            | 138.849 | 30,67 | 3     |
| Partito Comunista Italiano                      | 123.003 | 27,17 | 2     |
| Unione Democratica Nazionale                    | 20.483  | 4,52  | -     |
| Blocco Nazionale della Libertà                  | 12.400  | 2,74  | -     |
| Partito d'Azione                                | 9.148   | 2,02  | -     |
| Partito Repubblicano Italiano                   | 4.109   | 0,91  | -     |
| Partito Comunista Internazionalista             | 2.452   | 0,54  | -     |
| Totale                                          | 452.717 |       | 8     |

| Partito Socialista Italiano di Unità Proletaria                   | Democrazia Cristiana                                   | Partito Comunista Italiano                                |
| ----------------------------------------------------------------- | ------------------------------------------------------ | --------------------------------------------------------- |
| - Giovanni Ernesto Caporali - Pietro Pressinotti - Eugenio Dugoni | - Giuseppe Cappi - Ennio Avanzini - Lodovico Benvenuti | - → Gian Carlo Pajetta - Dante Bernamonti - Bruno Bianchi |

1. ↑  Opta per il collegio unico nazionale

## Elezioni politiche 1948
| Liste                                              | Voti    | %     | Seggi |
| -------------------------------------------------- | ------- | ----- | ----- |
| Fronte Democratico Popolare                        | 233.293 | 46,43 | 5     |
| Democrazia Cristiana                               | 217.868 | 43,36 | 5     |
| Unità Socialista                                   | 39.369  | 7,84  | -     |
| Blocco Nazionale                                   | 4.029   | 0,80  | -     |
| Movimento Sociale Italiano                         | 3.103   | 0,62  | -     |
| Partito Repubblicano Italiano                      | 2.425   | 0,48  | -     |
| Partito Nazionale Monarchico - Alleanza del Lavoro | 2.346   | 0,47  | -     |
| Totale                                             | 502.433 |       | 10    |

| Fronte Democratico Popolare                                                              | Democrazia Cristiana                                                                         |
| ---------------------------------------------------------------------------------------- | -------------------------------------------------------------------------------------------- |
| - Stella Vecchio - Silvano Montanari - Giacomo Bergamonti - Alceo Negri - Eugenio Dugoni | - Ennio Avanzini - Giuseppe Cappi - Ottorino Momoli - Ferdinando Truzzi - Lodovico Benvenuti |

## Elezioni politiche 1953
| Liste                                   | Voti    | %     | Seggi |
| --------------------------------------- | ------- | ----- | ----- |
| Democrazia Cristiana                    | 197.124 | 39,07 | 5     |
| Partito Socialista Italiano             | 123.844 | 24,55 | 3     |
| Partito Comunista Italiano              | 115.975 | 22,99 | 2     |
| Partito Socialista Democratico Italiano | 26.419  | 5,24  | -     |
| Movimento Sociale Italiano              | 16.220  | 3,21  | -     |
| Partito Liberale Italiano               | 11.658  | 2,31  | -     |
| Partito Nazionale Monarchico            | 7.051   | 1,40  | -     |
| Unità Popolare                          | 3.347   | 0,66  | -     |
| Partito Repubblicano Italiano           | 1.563   | 0,31  | -     |
| Alleanza Democratica Nazionale          | 1.313   | 0,26  | -     |
| Totale                                  | 504.514 |       | 10    |

| Democrazia Cristiana                                                                               | Partito Socialista Italiano    | Partito Comunista Italiano                     |
| -------------------------------------------------------------------------------------------------- | ------------------------------ | ---------------------------------------------- |
| - Giuseppe Cappi - Lodovico Sforza Benvenuti - Amos Zanibelli - Ennio Avanzini - Ferdinando Truzzi | - Eugenio Dugoni - Alceo Negri | - Arturo Raffaello Colombi - Silvano Montanari |

## Elezioni politiche 1958
| Liste                                            | Voti    | %     | Seggi |
| ------------------------------------------------ | ------- | ----- | ----- |
| Democrazia Cristiana                             | 210.757 | 41,22 | 5     |
| Partito Comunista Italiano                       | 128.912 | 25,21 | 3     |
| Partito Socialista Italiano                      | 116.645 | 22,81 | 2     |
| Partito Socialista Democratico Italiano          | 19.412  | 3,80  | -     |
| Movimento Sociale Italiano                       | 14.812  | 2,90  | -     |
| Partito Liberale Italiano                        | 13.361  | 2,61  | -     |
| Partito Monarchico Popolare                      | 4.685   | 0,92  | -     |
| Partito Repubblicano Italiano - Partito Radicale | 2.682   | 0,52  | -     |
| Totale                                           | 511.266 |       | 10    |

| Democrazia Cristiana                                                                       | Partito Comunista Italiano                                                            | Partito Socialista Italiano    |
| ------------------------------------------------------------------------------------------ | ------------------------------------------------------------------------------------- | ------------------------------ |
| - Ferdinando Truzzi - Cesare Baroni - Amos Zanibelli - Giovanni Lombardi - Narciso Patrini | - Gian Carlo Pajetta - Enrico Fogliazza - Silvano Montanari - Fausto Maria Liberatore | - Alceo Negri - Renato Colombo |

1. ↑  Decaduto in data 14.02.1963 per incompatibilità; sostituito in pari data da Mario Bardelli

## Elezioni politiche 1963
| Liste                                            | Voti    | %     | Seggi |
| ------------------------------------------------ | ------- | ----- | ----- |
| Democrazia Cristiana                             | 186.834 | 38,22 | 4     |
| Partito Comunista Italiano                       | 129.384 | 26,46 | 3     |
| Partito Socialista Italiano                      | 100.171 | 20,49 | 2     |
| Partito Liberale Italiano                        | 25.563  | 5,23  | -     |
| Partito Socialista Democratico Italiano          | 22.471  | 4,60  | -     |
| Movimento Sociale Italiano                       | 16.523  | 3,38  | -     |
| Partito Democratico Italiano di Unità Monarchica | 3.734   | 0,76  | -     |
| Concentrazione di Unità Rurale                   | 2.708   | 0,55  | -     |
| Partito Repubblicano Italiano                    | 1.511   | 0,31  | -     |
| Totale                                           | 488.899 |       | 9     |

| Democrazia Cristiana                                                   | Partito Comunista Italiano                         | Partito Socialista Italiano       |
| ---------------------------------------------------------------------- | -------------------------------------------------- | --------------------------------- |
| - Amos Zanibelli - Ferdinando Truzzi - Narciso Patrini - Cesare Baroni | - Gian Carlo Pajetta - Renato Sandri - Bruno Gombi | - Renato Colombo - Gianni Usvardi |

## Elezioni politiche 1968
| Liste                                            | Voti    | %     | Seggi |
| ------------------------------------------------ | ------- | ----- | ----- |
| Democrazia Cristiana                             | 185.309 | 38,44 | 4     |
| Partito Comunista Italiano                       | 144.141 | 29,90 | 3     |
| Partito Socialista Unificato                     | 82.783  | 17,17 | 2     |
| Partito Socialista Italiano di Unità Proletaria  | 25.541  | 5,30  | -     |
| Partito Liberale Italiano                        | 22.171  | 4,60  | -     |
| Movimento Sociale Italiano                       | 15.526  | 3,22  | -     |
| Partito Repubblicano Italiano                    | 3.598   | 0,75  | -     |
| Partito Democratico Italiano di Unità Monarchica | 3.057   | 0,63  | -     |
| Totale                                           | 482.126 |       | 9     |

| Democrazia Cristiana                                                   | Partito Comunista Italiano                            | Partito Socialista Unificato        |
| ---------------------------------------------------------------------- | ----------------------------------------------------- | ----------------------------------- |
| - Ferdinando Truzzi - Amos Zanibelli - Narciso Patrini - Cesare Baroni | - Gian Carlo Pajetta - Renato Sandri - Mario Bardelli | - Gianni Usvardi - Renzo Zaffanella |

## Elezioni politiche 1972
| Liste                                           | Voti    | %     | Seggi |
| ----------------------------------------------- | ------- | ----- | ----- |
| Democrazia Cristiana                            | 186.338 | 38,27 | 4     |
| Partito Comunista Italiano                      | 145.266 | 29,84 | 3     |
| Partito Socialista Italiano                     | 71.003  | 14,58 | 1     |
| Movimento Sociale Italiano - Destra Nazionale   | 26.089  | 5,36  | -     |
| Partito Socialista Democratico Italiano         | 18.579  | 3,82  | -     |
| Partito Liberale Italiano                       | 14.968  | 3,07  | -     |
| Partito Socialista Italiano di Unità Proletaria | 11.575  | 2,38  | -     |
| Partito Repubblicano Italiano                   | 7.924   | 1,63  | -     |
| Il manifesto                                    | 2.804   | 0,58  | -     |
| Movimento Politico dei Lavoratori               | 1.599   | 0,33  | -     |
| Partito Comunista (Marxista-Leninista) Italiano | 724     | 0,15  | -     |
| Totale                                          | 486.869 |       | 8     |

| Democrazia Cristiana                                                      | Partito Comunista Italiano                            | Partito Socialista Italiano |
| ------------------------------------------------------------------------- | ----------------------------------------------------- | --------------------------- |
| - Ferdinando Truzzi - Amos Zanibelli - Giovanni Lombardi - Bruno Vincenzi | - Gian Carlo Pajetta - Mario Bardelli - Renato Sandri | - Renzo Zaffanella          |

## Elezioni politiche 1976
| Liste                                         | Voti    | %     | Seggi |
| --------------------------------------------- | ------- | ----- | ----- |
| Democrazia Cristiana                          | 197.938 | 38,50 | 4     |
| Partito Comunista Italiano                    | 187.274 | 36,43 | 3     |
| Partito Socialista Italiano                   | 69.329  | 13,49 | 1     |
| Movimento Sociale Italiano - Destra Nazionale | 19.485  | 3,79  | -     |
| Partito Socialista Democratico Italiano       | 15.328  | 2,98  | -     |
| Partito Repubblicano Italiano                 | 9.577   | 1,86  | -     |
| Democrazia Proletaria                         | 6.482   | 1,26  | -     |
| Partito Radicale                              | 4.502   | 0,88  | -     |
| Partito Liberale Italiano                     | 4.169   | 0,81  | -     |
| Totale                                        | 514.084 |       | 8     |

| Democrazia Cristiana                                                       | Partito Comunista Italiano                        | Partito Socialista Italiano |
| -------------------------------------------------------------------------- | ------------------------------------------------- | --------------------------- |
| - Bruno Vincenzi - Fiorenzo Maroli - Antonino Zaniboni - Silvestro Ferrari | - Renato Sandri - Mario Bardelli - Antonio Caruso | - Enrico Novellini          |

## Elezioni politiche 1979
| Liste                                         | Voti    | %     | Seggi |
| --------------------------------------------- | ------- | ----- | ----- |
| Democrazia Cristiana                          | 192.710 | 37,75 | 4     |
| Partito Comunista Italiano                    | 176.045 | 34,48 | 3     |
| Partito Socialista Italiano                   | 63.131  | 12,37 | 1     |
| Movimento Sociale Italiano - Destra Nazionale | 18.067  | 3,54  | -     |
| Partito Socialista Democratico Italiano       | 16.459  | 3,22  | -     |
| Partito Radicale                              | 12.606  | 2,47  | -     |
| Partito di Unità Proletaria                   | 9.844   | 1,93  | -     |
| Partito Repubblicano Italiano                 | 8.670   | 1,70  | -     |
| Partito Liberale Italiano                     | 7.690   | 1,51  | -     |
| Nuova Sinistra Unita                          | 3.108   | 0,61  | -     |
| Democrazia Nazionale                          | 2.198   | 0,43  | -     |
| Totale                                        | 510.528 |       | 8     |

| Democrazia Cristiana                                                       | Partito Comunista Italiano                           | Partito Socialista Italiano |
| -------------------------------------------------------------------------- | ---------------------------------------------------- | --------------------------- |
| - Bruno Vincenzi - Silvestro Ferrari - Fiorenzo Maroli - Antonino Zaniboni | - Antonio Caruso - Renzo Antoniazzi - Giuliano Gradi | - Claudio Martelli          |

## Elezioni politiche 1983
| Liste                                         | Voti    | %     | Seggi |
| --------------------------------------------- | ------- | ----- | ----- |
| Partito Comunista Italiano                    | 175.649 | 34,94 | 3     |
| Democrazia Cristiana                          | 168.930 | 33,60 | 3     |
| Partito Socialista Italiano                   | 71.696  | 14,26 | 1     |
| Movimento Sociale Italiano - Destra Nazionale | 23.531  | 4,68  | -     |
| Partito Repubblicano Italiano                 | 19.663  | 3,91  | -     |
| Partito Socialista Democratico Italiano       | 13.278  | 2,64  | -     |
| Partito Liberale Italiano                     | 11.914  | 2,37  | -     |
| Partito Radicale                              | 9.945   | 1,98  | -     |
| Democrazia Proletaria                         | 7.267   | 1,45  | -     |
| Lista per Trieste                             | 857     | 0,17  | -     |
| Totale                                        | 502.730 |       | 7     |

| Partito Comunista Italiano                              | Democrazia Cristiana                                     | Partito Socialista Italiano |
| ------------------------------------------------------- | -------------------------------------------------------- | --------------------------- |
| - Giuseppe Chiarante - Luigi Benevelli - Giuliano Gradi | - Bruno Vincenzi - Antonino Zaniboni - Silvestro Ferrari | - Claudio Martelli          |

## Elezioni politiche 1987
| Liste                                         | Voti    | %     | Seggi |
| --------------------------------------------- | ------- | ----- | ----- |
| Democrazia Cristiana                          | 176.160 | 33,84 | 3     |
| Partito Comunista Italiano                    | 166.392 | 31,97 | 3     |
| Partito Socialista Italiano                   | 79.124  | 15,20 | 1     |
| Movimento Sociale Italiano - Destra Nazionale | 27.123  | 5,21  | -     |
| Lista Verde                                   | 17.886  | 3,44  | -     |
| Partito Repubblicano Italiano                 | 12.065  | 2,32  | -     |
| Partito Radicale                              | 11.253  | 2,16  | -     |
| Partito Socialista Democratico Italiano       | 8.850   | 1,70  | -     |
| Democrazia Proletaria                         | 7.910   | 1,52  | -     |
| Partito Liberale Italiano                     | 7.374   | 1,42  | -     |
| Liga Veneta - Pensionati Uniti                | 5.255   | 1,01  | -     |
| Partito Sardo d'Azione                        | 660     | 0,13  | -     |
| Alleanza Popolare                             | 457     | 0,09  | -     |
| Totale                                        | 520.509 |       | 7     |

| Democrazia Cristiana                                  | Partito Comunista Italiano                             | Partito Socialista Italiano |
| ----------------------------------------------------- | ------------------------------------------------------ | --------------------------- |
| - Antonino Zaniboni - Giuseppe Torchio - Mario Perani | - Giuseppe Chiarante - Renato Strada - Luigi Benevelli | - Claudio Martelli          |

## Elezioni politiche 1992
| Liste                                         | Voti    | %     | Seggi |
| --------------------------------------------- | ------- | ----- | ----- |
| Democrazia Cristiana                          | 132.278 | 25,16 | 3     |
| Lega Nord                                     | 114.560 | 21,79 | 2     |
| Partito Democratico della Sinistra            | 91.595  | 17,42 | 2     |
| Partito Socialista Italiano                   | 63.448  | 12,07 | 1     |
| Partito della Rifondazione Comunista          | 34.852  | 6,63  | 1     |
| Movimento Sociale Italiano - Destra Nazionale | 16.093  | 3,06  | -     |
| Federazione dei Verdi                         | 14.934  | 2,84  | -     |
| Partito Repubblicano Italiano                 | 13.603  | 2,59  | -     |
| La Lega Casalinghe Pensionati                 | 11.955  | 2,27  | -     |
| Partito Liberale Italiano                     | 8.100   | 1,54  | -     |
| Partito Pensionati                            | 8.092   | 1,54  | -     |
| Partito Socialista Democratico Italiano       | 5.674   | 1,08  | -     |
| Lista Marco Pannella                          | 4.617   | 0,88  | -     |
| Sì Referendum                                 | 3.937   | 0,75  | -     |
| Caccia Pesca Ambiente                         | 1.578   | 0,30  | -     |
| Federalismo                                   | 426     | 0,08  | -     |
| Totale                                        | 525.742 |       | 9     |

| Democrazia Cristiana                              | Lega Nord                        | Partito Democratico della Sinistra  | Partito Socialista Italiano | Partito della Rifondazione Comunista |
| ------------------------------------------------- | -------------------------------- | ----------------------------------- | --------------------------- | ------------------------------------ |
| - Giuseppe Torchio - Bruno Tabacci - Mario Perani | - Uber Anghinoni - Giorgio Conca | - Renato Strada - Massimo Chiaventi | - Claudio Martelli          | - Piergiorgio Bergonzi               |